# William Conway
William Conway (ur. 22 stycznia 1913 w Belfaście, zm. 17 kwietnia 1977 w Armagh) – irlandzki duchowny katolicki, kardynał, prymas całej Irlandii, arcybiskup Armagh.

## Życiorys
Święcenia kapłańskie przyjął 20 czerwca 1937 roku. 31 maja 1958 roku został mianowany biskupem pomocniczym Armagh i wybrany biskupem tytularnym Neve. 27 lipca 1958 roku w archikatedrze metropolitalnej Św. Patryka przyjął sakrę biskupią z rąk kardynała Johna D’Altona (współkonsekratorami byli biskupi Neil Farren i William MacNeely). 9 września 1963 roku otrzymał nominację na Arcybiskupa Armagh i prymasa całej Irlandii. Uczestniczył w obradach Soboru Watykańskiego II. 22 lutego 1965 roku papież Paweł VI wyniósł go do godności kardynalskiej z tytułem prezbitera San Patrizio. 